# روبرت إي. بارك
روبرت إيزرا بارك (بالإنجليزية: Robert Ezra Park)‏ (14 فبراير 1864 – 7 فبراير 1944)، عالم اجتماعٍ حضري ويعتبر أحد أهمّ الشخصيات تأثيرًا في بدايات حقل علم الاجتماع الأمريكي. كان بارك رائدًا في علم الاجتماع، ونقله نقلةً نوعيّة من مجرّد كونه فرعًا فلسفيًا جامدًا إلى علمٍ حيويٍّ متأصّل في دراسة السلوك البشري.
من العام 1905 إلى 1914، عمل بارك مع بوكر تي واشنطن في معهد توسكيجي، وبعد ذلك عمل أستاذًا في جامعة شيكاغو من 1914 إلى 1933، حيث لعب دورًا قياديًا في تطوير كلية شيكاغو لعلم الاجتماع.
يُشتهر بارك بعمله على علم البيئة البشرية، والعلاقات بين الأجناس، والهجرة البشرية، والاندماج الثقافي، والحركات الاجتماعية، والتفكّك الاجتماعي.

## سيرة شخصية

### الطفولة والنشأة المبكّرة
وُلِد روبرت إيزرا بارك في هارفيفيل، في مقاطعة لوزيرن، بولاية بينسلفانيا، في 14 فبراير 1864 لوالديه: هيرام إيزا بارك وتيودوزيا ورنر بارك. فورَ ولادته، انتقلت العائلة إلى ولاية مينيسوتا حيث ترعرع.
في سنوات الدراسة، لم يكن بارك طالبًا نموذجيًا، ولكنه أحبّ التعلّم بخصوص الأفراد في بلدته وسلالاتهم، وهي خصيصةٌ أثبتت فائدتها طوال حياته. أنهى بارك المدرسة الثانوية في العام 1882، وكان ترتيبه العاشر من أصل ثلاثة عشر.
رغب بارك بالالتحاق بالجامعة، ولكن للمفارقة لم يسمح له والده لشعوره أنّ ابنه ليس مؤهلًا للدراسة. بسبب ذلك، هرب بارك من المنزل وزاول عملًا في سكة الحديد.
دفع اهتمام بارك بالأزمات الاجتماعية -وخصوصًا تلك المتعلّقة بالأعراق في المدن- إلى مهنة الصحافة.
عمل بارك كصحفيّ في ديترويت، ينفير، مدينة نيويورك، شيكاغو، ومينيابوليس. مدفوعًا بخبرته كمراسل، انكبّ بارك على دراسة الوظائف الاجتماعية للصُحُف، «لا كوسيلة للتعبير عن الرأي، بل كوثيقةٍ عن الأحداث الجارية».
بحُكم مهنته، تعلّم بارك الكثير فيما يخصّ المجتمعات الحضريّة، الأمر الذي أسهم لاحقًا في نشاطاته السوسيولوجية.

### التعليم
التحق بارك بجامعة مينيسوتا حيث حقق امتيازًا في جميع مواده. نظرًا لنجاحه الأكاديمي في جامعة مينيسوتا، عرض عليه والدُه الدعم في متابعة دراساته في جامعة ميتشجان المرموقة. بعد التحاقه بجامعة ميتشجان قرّر بارك دراسة الفيلولوجيا (فقه اللغة). ترك أستاذه كالفين توماس أعظم الأثر في نفسه، ودفعه لتوسيع آفاقه الفكرية ومتابعة المفاهيم التي قدّمها في مواده.
كما تأثر بارك بالمربّي والفيلسوف وعالم النفس الأمريكي البارز جون ديوي عندما درس عليه لمدة سنة في الجامعة. بعد أن أنهى بارك مقرر المنطق الذي درّسه ديوي، قرّر تغيير اختصاصه إلى الفلسفة. كان بارك مسحورًا بفكرة استكشاف المجهول والعوالم الغامضة وليس بفكرة تحصيل المعرفة التي قُدّمت إليه في سنوات دراسته الأولى. عند بدئه بدراسة الفلسفة، أصبح بارك «على الفور مسكونًا بفضولٍ عارِمٍ لمعرفة المزيد عن العالم وجميع أفكار البشر وأفعالهم». تُظهِر أعمالُه اللاحقة في مجال علم الاجتماع -التي ركّزت بغالبها على السلوك البشري في مختلف البيئات- أثر هذه العقليّة التفسيريّة التي بقيت معه طوال حياته.
تخرّج بارك في جامعة ميشغان بتقدير جيّد جدًا في العام 1887، والتحق بجامعة هارفارد التي حصل فيها على درجة الماجستير في العام 1899.
بعد التخرّج، سافر بارك إلى ألمانيا للدراسة في جامعة فريدريش فيلهيلم، حيث درس الفلسفة وعلم الاجتماع مع جورج سيميل في برلين، ودرس فصلًا دراسيًا في جامع ستراسبورج (1900)، ونال درجة الدكتوراه في العام 1903 من جامعة هايديلبيرج تحت إشراف فيلهيلم فينديلباند وآلفريد هيتنير، كان عنوانها: «الجمهور والعامّة: دراسة منهجية وسوسيولوجية».

### الحياة المهنيّة
في العام 1904، باشر بارك تدريس الفلسفة في جامعة هارفارد كأستاذ مساعد. درّس بارك في هارفارد لمدّة عامَين، قبل أن يتواصل معه المربّي والكاتب المشهور بوكر تي واشنطن، ويدعوه إلى معهد توسكيجي للعمل على تحليل القضايا العرقية في جنوب الولايات المتحدة. خلال السنوات السبع التالية، عمل بارك مساعدًا لواشنطن يُجري الأبحاث الميدانية ويحضّر المقررات. في العام 1910، سافر بارك إلى أوروبا لمقارنة نِسَب الفقر في الولايات المتحدة مع مثيلتها في أوروبا.
بعد معهد توسكيجي، انضمّ بارك إلى قسم علم الاجتماع في جامعة شيكاغو في العام 1914، في البداية كمحاضِر (حتى العام 1923)، وبعد ذلك كأستاذ متفرّغ حتى تقاعده في العام 1933. خلال هذه الفترة، تابع بارك أبحاثه وتدريسه لعلم البيئة البشرية، والعلاقات العرقية. في العام 1914 درّس بارك أوّل مادة له في قسم علم الاجتماع وعلم الإنسان، وكان عنوان المقرّر «الزنجي في أمريكا»، والذي كان «بتركيزٍ خاص على دراسة الآثار، في العبودية والحريّة، للعِرقَين الأبيض والأسود، سينصبّ الجهد الأكاديمي هنا لتحديد طبيعة العلاقات العِرقيّة التي ستُحدث تغييراتٍ في النظام الأمريكي». من وجهة نظر تاريخية، فقد كان هذه المقرّر ذا أهمية عظمى كونه أوّل مقرّر يُدرّس في كليّة ذات غالبيّة من البيض، وركّز المقرّر بشكل رئيسي على الأفارقة الأمريكان.
خلال الفترة التي أمضاها بارك في جامعة شيكاغو، بدأ قسم علم الاجتماع بالاستفادة من مدينة شيكاغو وضواحيها كمختبر أبحاث إلى حدٍّ ما. مهّد العمل البحثي الذي أجراه بارك، وغيره من زملائه (مثل، إيرنيست بريجيس، وهومر هويت، ولويس ويرث) لنشأة مقاربة منهجية لدراسة علم الاجتماع الحضري أصبحت تُعرف باسم مدرسة شيكاغو.

## عمله

### علم البيئة البشرية
صكّ بارك مصطلح علم البيئة البشرية، ويعني بذلك دراسة العلاقة بين البشر وبيئاتهم الطبيعية، والاجتماعية، والحضريّة. وجد بارك أنّ أحد العوامل التي تؤسس لعلم البيئة البشرية هو مفهوم التنافس. يعتقد بارك أنّ المنافسة في الحياة هي السِمة الأساسية على المستوى الحيوي.
على سبيل المثال، تؤدّي المنافسة على الأرض والموارد داخل المدن إلى تقسيم الأماكن الحضرية إلى مناطق، وتكون إيجارات البيوت في المناطق الأفضل نسبيًا أعلى من غيرها. ومع اغتناء بعض قاطني المدن، فإنّهم ينتقلون من وسط المدينة إلى ضواحيها. ووفقًا لبارك وزميله بيرجيس، فإنّ المدن تنقسم غالبًا إلى خمسِ دوائر مركزية، وتتركّز بؤر التدهور الاجتماعي والمادي في الوسط، بينما تكون المناطق المزدهرة على أطراف المدينة.

### العلاقات العرقية
أمضى بارك وقتًا طويلًا لدراسة العلاقات العرقية مع بوكر تي واشنطن. أسهم بارك بشكل فعّال في دراسة العلاقات العرقية. وخلال عمله مع واشنطن في معهد توسكيجي من 1907 – 1914، كان بارك مهتمًا بالنظام الذي تطوّر لتحديد تعريف العلاقات بين البيض والسود في الجنوب الأمريكي. ذكر بارك أنّه تعلّم الكثير عن الطبيعة البشرية خلال دراسته في الجنوب الأمريكي.
بعد معهد توسكيجي، وخلال عمله في جامعة شيكاغو، طوّر بارك نظريته الخاصة بالاندماج الثقافي المتعلّقة بالمهاجرين الوافدين إلى الولايات المتحدة.

## وصلات خارجية
- روبرت إي. بارك على موقع الموسوعة البريطانية (الإنجليزية)
- روبرت إي. بارك على موقع إن إن دي بي (الإنجليزية)